# La Cumaca
La Cumaca es una población venezolana, se encuentra ubicada en la región noroccidental de la Cuenca del lago de Valencia, al pie de la vertiente sur de la Cordillera de la Costa, en la zona norte del municipio San Diego del estado Carabobo.

## Historia
Se dice que los primeros pobladores de La Cumaca llegaron hace 1000-1200 años, al encontrarse petroglifos en la zona. Un primer desplazamiento ocurrió hace unos 1500 años por pobladores pertenecientes a las tribu Arawak y Karibes quienes poblaron la mayoría del territorio tacarigüense que abarca Guacara, Naguanagua, Güigüe, Valencia, Tocuyito y Vigirima, además de otras poblaciones carabobeñas. En la década de los 70 se descubrieron en las filas montañosas cercanas, monumentos megalíticos de piedra, sin labrar, tal vez, para significar una actividad funeraria, cultural o religiosa. A lo largo del Río La Cumaca, en una expedición llevada a cabo por Omar Ydler en conjunto con el Museo  Parque  Arqueológico  Piedra  Pintada, encontraron alrededor de 15 afloramientos rocosos con 45 petroglifos tallados.

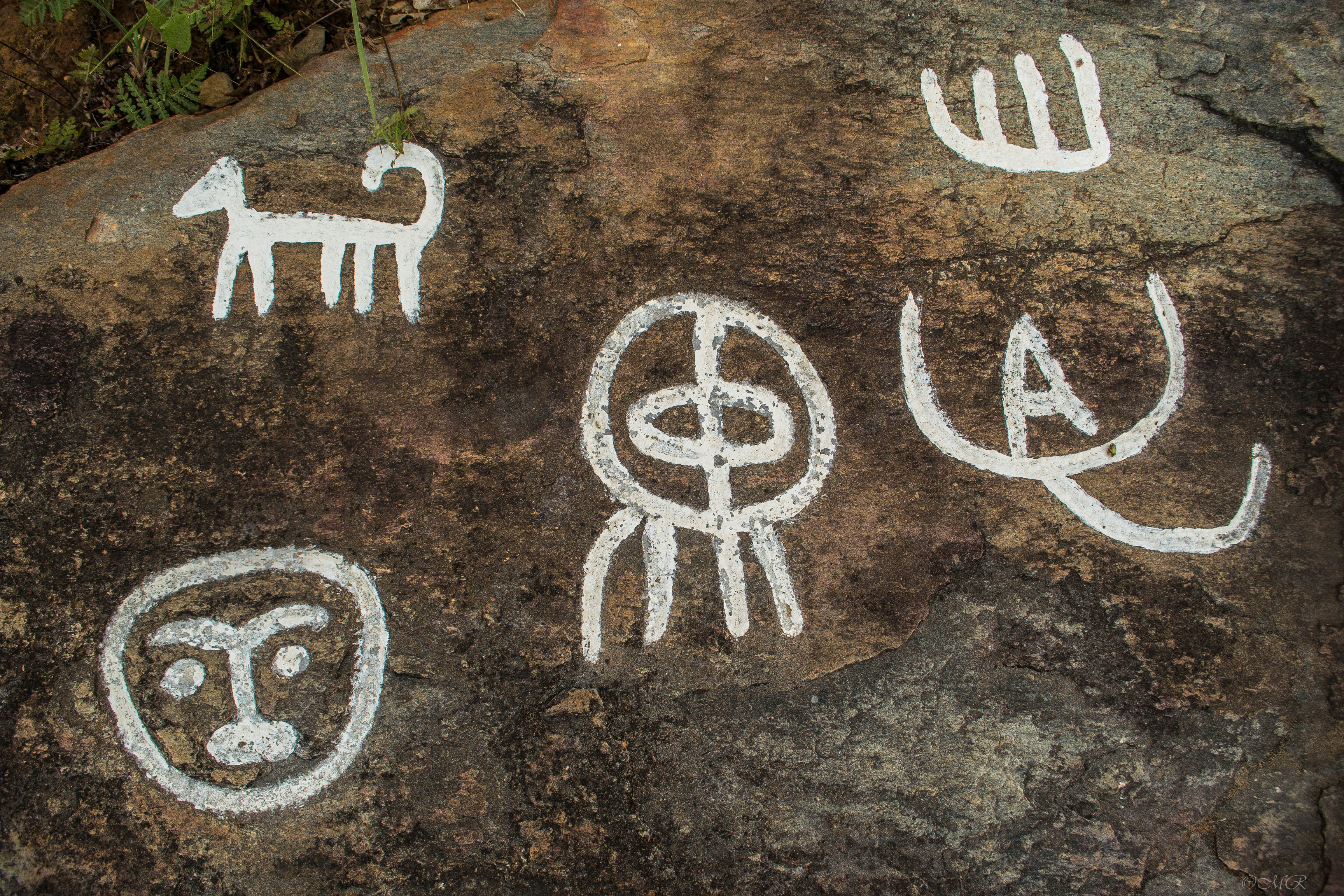
Petroglifos en La Cumaca.

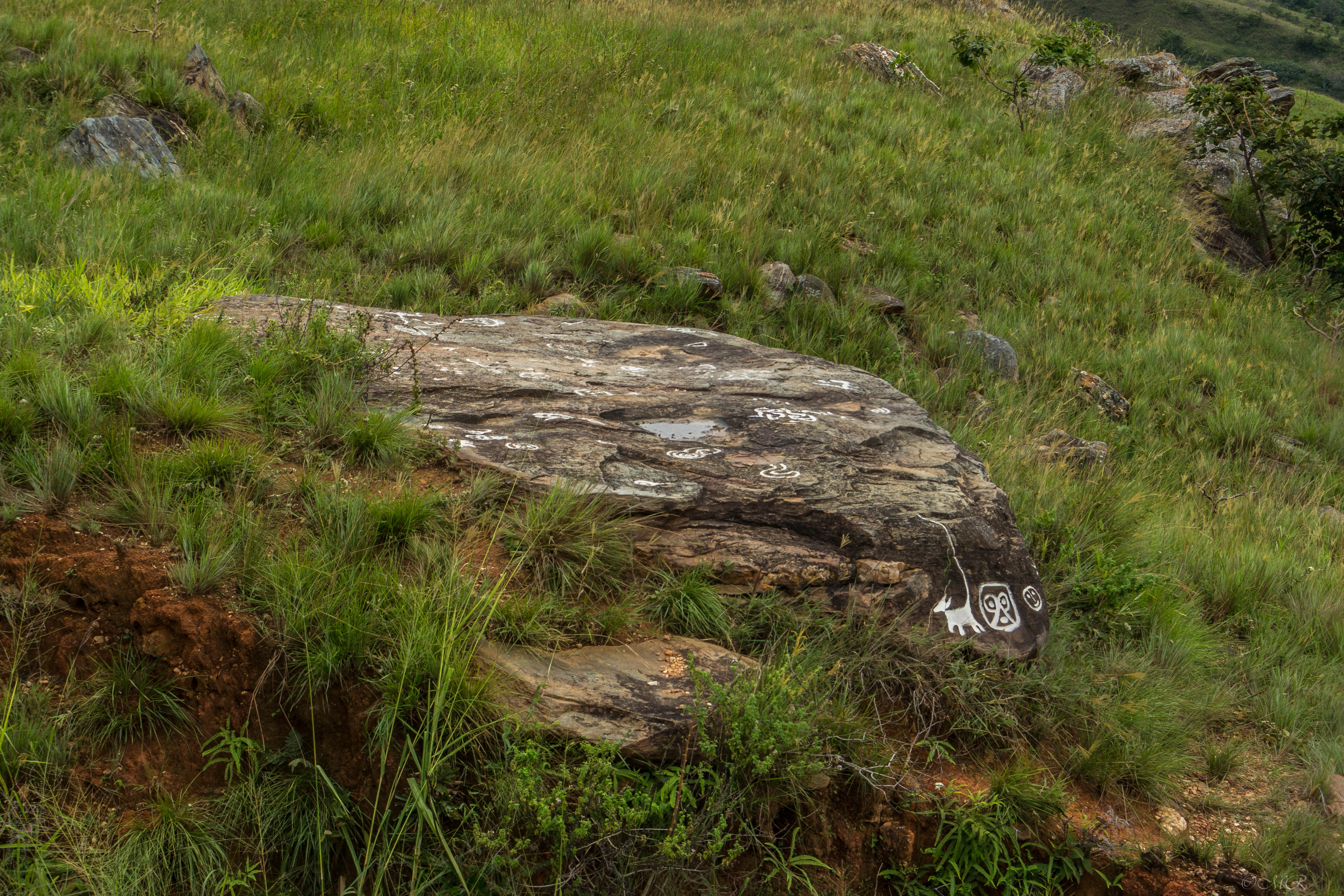
Piedra donde se encuentran tallados algunos petroglifos.

### SigloXX
Durante la segunda mitad del siglo XX, la Cumaca estuvo casi inhabitada, donde se encontraban plantaciones de naranja (en 1961 la más productiva del país) y café en un terreno aproximado de 500 hectáreas, comprendidos entre la Hacienda La Cumaca de Tomás Lagos y Francisco DiCrissio, además de la ganadería con un total de 3.723 cabezas de ganado vacuno, 15 gallineros en 12.000 m2, considerados por su alta tecnificación, los mejores de Estado Carabobo.

##### Centro de piscicultura La Cumaca
Las instalaciones (pertenecientes a la familia DiCrissio) comprendían 28 lagunas artificiales en 900 hectáreas, destinadas, especialmente para la pesca deportiva, donde se cultivaban: cachamas, talapias, sampedros y pabones. En el mismo lugar funcionó Cassa'b un sitio turístico y restaurante campestre entre 1990 hasta principios del 2000 y años posteriores, que cerró forzosamente debido a la invasión de las tierras impulsadas en parte por el gobierno de Hugo Chávez y sus simpatizantes, lo mismo ocurrió con la Hacienda Caracara en los alrededores del Casco de San Diego, hoy donde funcionaba Cassa'b se encuentran banderas de Tupamaro y grafitis que muestran su simpatía con el gobierno nacional.

## Actualidad
En la Cumaca se encuentran urbanizaciones y casas que van a lo largo de la Calle Cumaca, y es un lugar turístico dentro del área de Metropolitana de Valencia, uno de los sitios turísticos son las cascadas y ríos conocidos como "El Castaño" y "Cumaquita", que servían en décadas pasadas como generadores hidráulicos de electricidad para el Municipio y otras localidades cercanas. También hay clubes privados entre ellos están
- Colegio de Contadores de Carabobo.
- La Cumaca Golf Club.
- Isla La Cumaca.